# Rotimi Peters
Rotimi Peters (ur. 18 grudnia 1955) – nigeryjski lekkoatleta specjalizujący się w długich biegach sprinterskich, uczestnik letnich igrzysk olimpijskich w Los Angeles (1984), brązowy medalista olimpijski w biegu sztafetowym 4 × 400 metrów.

## Sukcesy sportowe
| Rok  | Miasto      | Zawody               | Konkurencja        | Wynik         |
| ---- | ----------- | -------------------- | ------------------ | ------------- |
| 1978 | Algier      | Igrzyska afrykańskie | sztafeta 4 × 400 m | złoty medal   |
| 1984 | Los Angeles | Igrzyska olimpijskie | sztafeta 4 × 400 m | brązowy medal |
| 1984 | Rabat       | Mistrzostwa Afryki   | sztafeta 4 × 400 m | srebrny medal |

## Rekordy życiowe
- bieg na 400 metrów – 45,6 – 1982